# MSGシリーズ
MSGシリーズ（エム・エス・ジー・シリーズ、マディソン・スクエア・ガーデン・シリーズ）は、新日本プロレスが1978年から1982年まで実施していた総当たりのリーグ戦。毎年春頃に開催していた。

## 概要
新日本プロレスは1974年から、全日本プロレスのチャンピオン・カーニバルに対抗する形で、崩壊した日本プロレスの看板大会と同名の「ワールドリーグ戦」を開催していた。しかし、第4回大会が低調に終わったため、リーグ戦の権威を取り戻すべく、当時提携を結んでいたWWF代表ビンス・マクマホン・シニアの協力で、新たに大会名に「マディソン・スクエア・ガーデン」の名前を冠したリーグ戦「MSGシリーズ」を開催することになった（なお、全日本プロレスでも1974年5月に同名のシリーズが行われている）。第1回、第3回、第4回大会には、当時のWWF王者ボブ・バックランドも特別参加し、WWFヘビー級王座の防衛戦を行った。優勝決定戦は第1回のみ大阪府立体育館、第2回以降は蔵前国技館で開かれた。なお、第3回大会までは予選のリーグ戦もしくはトーナメント戦が行われていたが、ここでは決勝リーグ戦のみを記載する。

## 第1回大会（1978年）
決勝リーグ進出者9人
- アンドレ・ザ・ジャイアント（シード） 37点 ※準優勝
- アントニオ猪木 29点 ※優勝
- 藤波辰巳 25点
- 坂口征二 24点
- バグジー・マグロー 15点
- 上田馬之助 14点
- ニコリ・ボルコフ 14点
- 長州力 9点
- チーフ・ジェイ・ストロンボー 0点

参加選手
アントニオ猪木、坂口征二、藤波辰巳、長州力、星野勘太郎、山本小鉄、木戸修、木村健吾、藤原喜明、永源遙、アンドレ・ザ・ジャイアント（シード）、ニコリ・ボルコフ、バグジー・マグロー、チーフ・ジェイ・ストロンボー、トニー・ガレア、バロン・シクルナ、コロソ・コロセッティ、マーティ・ジョーンズ、レイ・スチール、ピート・リーブス、上田馬之助
内容
リーグ戦無敗のアンドレと2位の猪木で優勝決定戦を行い、猪木が初優勝。ジュニアヘビーの藤波が、第4回ワールドリーグ優勝の坂口を抑え3位に食い込んだ。

## 第2回大会（1979年）
決勝リーグ進出者10人
- アントニオ猪木（シード） 41点 ※優勝
- スタン・ハンセン 37点 ※準優勝
- アンドレ・ザ・ジャイアント（シード） 36点
- 坂口征二 31点
- 藤波辰巳 22点
- 長州力 18点
- カネック 16点
- マサ斎藤 10点
- ラリー・ズビスコ 5点
- トニー・ガレア 0点

参加選手
アントニオ猪木（シード）、坂口征二、ストロング小林、藤波辰巳、長州力、星野勘太郎、木戸修、藤原喜明、永源遙、荒川真、マサ斎藤、上田馬之助、アンドレ・ザ・ジャイアント（シード）、スタン・ハンセン、チャボ・ゲレロ、カネック、トニー・ガレア、ラリー・ズビスコ、ピーター・メイビア、ビクター・リベラ
内容
猪木が2連覇。大方の予想を覆し、前年度準優勝のアンドレを押さえたハンセンが決勝にコマを進めた。予選トーナメントでは小林が藤波に決勝リーグ戦進出を譲り物議を醸した。リーグ戦対象外で序盤戦にジャック・ブリスコ、中盤戦にエル・ソリタリオが特別参加している。

## 第3回大会（1980年）
決勝リーグ進出者11人
- アントニオ猪木（シード） 35点 ※優勝
- スタン・ハンセン 32点 ※準優勝
- アンドレ・ザ・ジャイアント（シード） 32点
- 坂口征二 32点
- ダスティ・ローデス（シード） 29点
- 藤波辰巳 20点
- ストロング小林 12点
- 長州力 11点
- チャボ・ゲレロ 7点
- 剛竜馬 0点

参加選手
アントニオ猪木（シード）、坂口征二、ストロング小林、藤波辰巳、長州力、星野勘太郎、木村健吾、木戸修、永源遙、剛竜馬、アンドレ・ザ・ジャイアント（シード）、ダスティ・ローデス（シード）、スタン・ハンセン、チャボ・ゲレロ、ジョニー・パワーズ、ウィリエム・ルスカ、バッドニュース・アレン、ティト・サンタナ、スティーブ・トラビス
内容
前年に続き猪木、坂口、アンドレ、ハンセンの4強の争いとなり、猪木が1位通過、他の3人が同点で2位に並んだため、パラマス式トーナメントによる優勝戦進出者決定戦が行われたが、1回戦で坂口を下したアンドレが2回戦で特別参戦のハルク・ホーガンの乱入により不運なリングアウト負けを喫しハンセンが優勝戦進出。優勝戦は猪木が反則勝ちで3連覇。新日本プロレス史上指折りの豪華な顔ぶれで、アンドレ×ローデス、特別参加のバックランド×ローデスなど、アメリカ本国では不可能なベビーフェイス・マッチが実現したことも特筆される。初来日のホーガンがリーグ戦不参加ながらハンセンとの合体で旋風を巻き起こす一方、1970年代には猪木の宿敵として大舞台で戦ってきたパワーズやルスカが予選落ちするなど、新旧交代が顕著となった。

## 第4回大会（1981年）
参加11人
- スタン・ハンセン 39点 ※準優勝
- アントニオ猪木 38点 ※優勝
- タイガー・ジェット・シン 38点
- ハルク・ホーガン 36点
- 坂口征二 33点
- 藤波辰巳 29点
- 長州力 16点
- ボビー・ダンカン 14点
- サージェント・スローター 12点
- クリス・アダムス 5点
- マイク・マスターズ（英語版） 0点

内容
この大会から予選トーナメントを廃止。リーグ戦に参戦予定だったアンドレが直前にキラー・カーンに足を折られ来日中止。リーグ戦はハンセンが1位通過、猪木とシンが同点2位となり、またも優勝戦進出者決定戦が行われたが、両者リングアウトの後ランバージャック・デスマッチによる延長戦となるもシンの急所攻撃であっけなく反則決着、これが8年間に渡る猪木とシンの抗争の最後の試合となった。2か月前のNWFヘビー級王座決定戦の再戦となった優勝戦は、先ほどのダメージが残る猪木が早期決着を狙い、場外戦でハンセンのラリアット鉄柱誤爆を誘いリングアウトで4連覇達成。なお開幕戦で全日本の看板外国人だったアブドーラ・ザ・ブッチャーが登場し、新日本への移籍を表明した。

## 第5回大会（1982年）
参加14人
- アンドレ・ザ・ジャイアント 56点 ※優勝
- アントニオ猪木 53点
- キラー・カーン 49点 ※準優勝
- ディック・マードック 41点
- マスクド・スーパースター 36点
- 藤波辰巳 35点
- ラッシャー木村 33点
- 坂口征二 32点
- トニー・アトラス 31点
- タイガー戸口 17点
- 谷津嘉章 13点
- ドン・ムラコ 9点
- アイアン・シーク 4点
- 長州力 4点

内容
5連覇を狙った猪木だが、大会前から右膝を痛めており、さらにアンドレとの公式戦で左膝まで痛めてしまい、それでも何とかリーグ戦を2位で通過し優勝戦に駒を進めたが、優勝戦前日にマードックとダスティ・ローデス（特別参加）の「テキサス・アウトローズ」の集中攻撃で左膝が悪化し優勝戦を棄権（複数の関係者の証言によると、実際には猪木がこのシリーズの終盤で糖尿病を発症して体調が悪化したため、病気を隠して欠場する理由としてリーグ戦の本戦でアンドレに惨敗し、アウトローズに負傷させられるというアングルが組まれたという。これ以降、猪木は引退まで体調の不安定に悩まされることになる）。リーグ戦3位のカーンが繰り上がりで優勝戦に進出し因縁のアンドレと対戦、試合は過去最高の白熱した内容となり、カーンは「小沢コール」を背に奮闘したが最後はアンドレが圧殺し初優勝。IWGP推進のためMSGシリーズはこの大会をもって終了、翌年からIWGPリーグ戦がスタートした。